# Надеждине (Синельниківський район)
Наде́ждине — село в Україні, у Славгородській селищній територіальній громаді Синельниківського району Дніпропетровської області. Населення за переписом 2001 року становить 13 осіб. 

## Географія
Село Надеждине знаходиться на відстані 1,5 км від села Троїцьке і за 2 км від сіл Гірки та Новоолександрівка. По селу протікає пересихаючий струмок з загатою.

## Назва
21 лютого 2024 року Комітет Верховної Ради України з питань організації державної влади,місцевого самоврядування, регіонального розвитку та містобудування підтримав перейменування села на Тихе, однак остаточне перейменування відбудеться тільки після успішного голосування у Верховній Раді.

## Історія
7 (20) листопада 1917 року, відповідно до Третього Універсалу Української Центральної Ради, увійшло до складу Української Народної Республіки.
До 2017 року орган місцевого самоврядування — Гірківська сільська рада.
12 червня 2020 року, відповідно до розпорядження Кабінету Міністрів України № 709-р від «Про визначення адміністративних центрів та затвердження територій територіальних громад Дніпропетровської області», увійшло до складу Славгородської селищної громади.
19 липня 2020 року, в результаті адміністративно-територіальної реформи та ліквідації   Синельниківського (1923—2020)району, село увійшло до складу новоутвореного Синельниківського району.